# Ceprano
Ceprano (Cepranë in dialetto laziale meridionale) è un comune italiano di 7 952 abitanti della provincia di Frosinone nel Lazio.

## Geografia fisica

### Territorio
Ceprano è situata nella Valle Latina a 105 m s.l.m. è delimitata da catene montuose di stile Appenninico, a Sud-Ovest dai Monti Lepini, Monti Ausoni e i Monti Aurunci che la dividono dalla Pianura Pontina e dal Mar Tirreno, a Nord-Est dai Monti Simbruini e Monti Ernici; è inoltre attraversata dal fiume Liri. Ceprano è caratterizzata da sismicità media stando alle classificazioni sismiche indicate nell'ordinanza del Presidente del Consiglio dei Ministri n. 3274/2003 aggiornata con delibera della Regione Lazio n. 387 del 22 maggio 2009. Secondo la mappa di pericolosità sismica aggiornata dalla Presidenza del Consiglio dei Ministri n. 3519/2006 Ceprano farebbe parte della Zona Sismica denominata 2B corrispondente al valore di ag < 0,20g i quali cambiamenti avrebbero una possibilità del 10% di cambiare in 50 anni.

### Clima
Ceprano fa parte della fascia climatica tirrenica ed è abbastanza protetta dalle fredde correnti orientali e Nord orientali, è più esposta invece alle correnti occidentali e Sud occidentali a causa delle moderate quote dei Monti Ausoni e i Monti Aurunci.
- Classificazione climatica: zona C, 1324 GG

La classificazione climatica sopra citata è stata assegnata al territorio del Comune di Ceprano con il decreto del presidente della repubblica n. 412 del 26 agosto 1993. È prevista un'accensione dei riscaldamenti che comprende un periodo che va dal 30 novembre al 31 marzo e di 10 ore al giorno, salvo ordinanze poste dal sindaco. Il grado-giorno, abbreviato in "GG" è un'unità di misura che serve per mantenere una temperatura agevole nelle abitazioni. La somma descritta in cifre, rappresenta i giorni dell'anno in cui si necessita degli impianti termici. La soglia di gradi consigliata è di 20 °C.

## Origini del nome
È stato attestato che l'etimologia di Ceprano risale al nome latino Ceparius con l'aggiunta del suffisso –anus. Il primo storico della città, Antonio Vitagliano, scrisse che il nome di questo Comune, risaliva ad un romano che venne coinvolto nella congiura di Catilina, mandato in seguito in esilio nella zona e del quale non si saprebbe il dettagliato motivo. Il nome Ceparanus risalirebbe intorno al 63 a.C.

## Storia

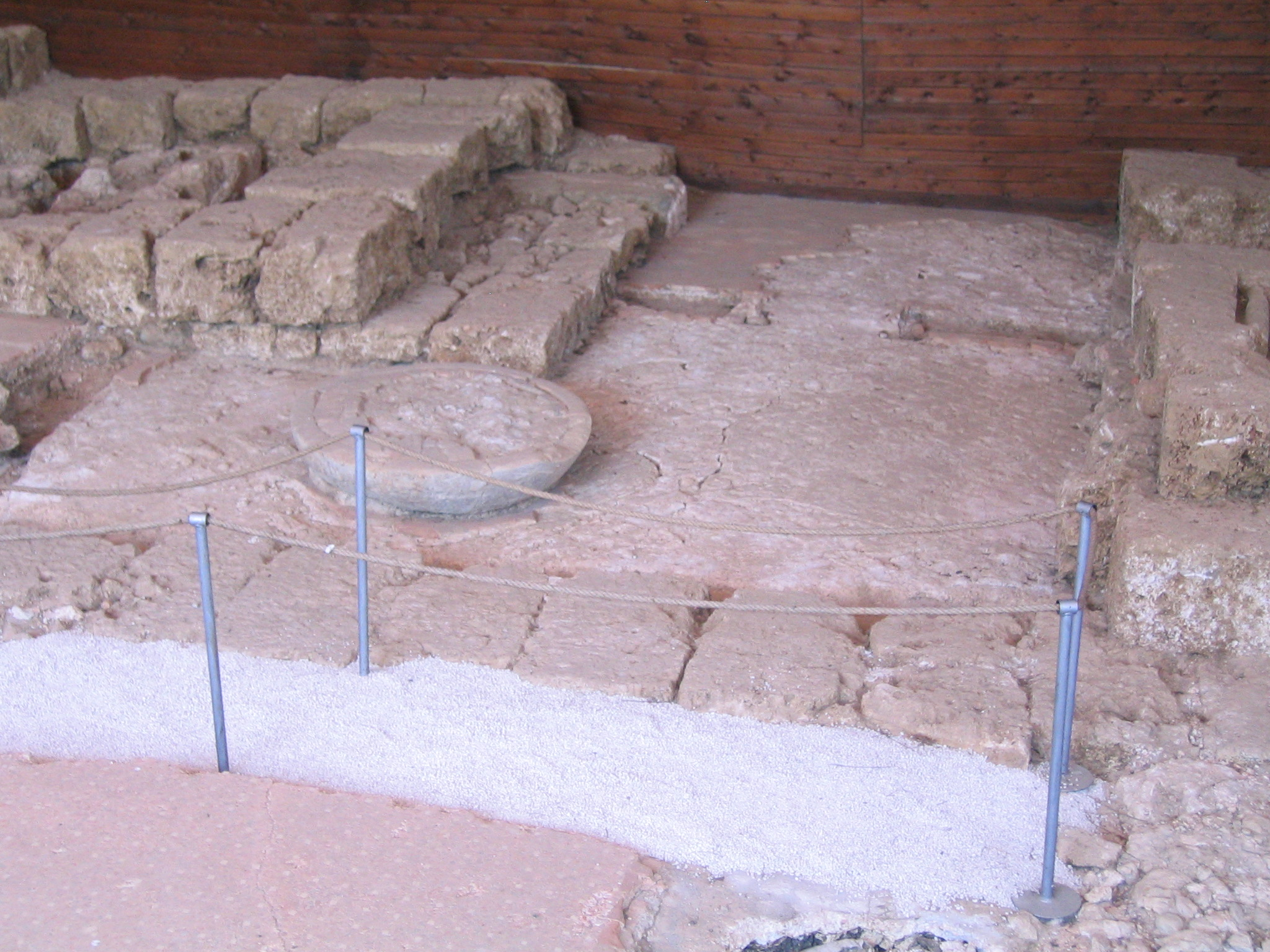
Resti di Fregellae

Ceprano nasce come colonia romana nel 328 a.C. sulla riva sinistra del fiume Liri. Rivendica di essere il luogo di fondazione di Fregellae. Distrutta nel 316 a.C. a seguito della sconfitta romana delle Forche Caudine, fu ricostruita a partire dal 124 a.C. A causa dell'interdizione derivante dalla pratica della devotio, i sopravvissuti non poterono ricostruire sul sito dell'originale Fregellae, né darle lo stesso nome. Nacque così Fregellanum; l'antica città fu utilizzata come cantiere per il recupero di materiali edili.
Fregellanum che era posta dagli antichi itinerari a 14 miglia da Frusino (Frosinone) è sicuramente da identificarsi con la moderna Ceprano. Questa città deriva dal nome latino di persona Ceparius con l'aggiunta del suffisso -anus.
Ceprano è sempre stata centro di facili comunicazioni per motivi quasi naturali, appartenuta allo Stato Pontificio era posta al confine con il Regno di Napoli, fu fortificata da Giulio II nel 1503. Nel corso dei secoli, Ceprano è protagonista di molti eventi storici e bellici: nel 548 subisce il saccheggio e l'incendio da parte di Totila, re dei Goti; nel 916 combatte valorosamente contro i Saraceni, dando così man forte a papa Giovanni X per cacciarli dai paesi occupati. Nel 1080 vi si compie la nomina di Roberto il Guiscardo per i domini della Sicilia, Calabria e Puglia da parte di Gregorio VII, nel 1114 è sede di concilio per opera di papa Pasquale II. In data 11 ottobre 1254 proprio nel territorio di Ceprano (Ponte sul fiume Liri) si consuma l'umiliazione del principe Manfredi di Svevia, figlio dell'imperatore Federico II e in quel momento reggente del Regno di Sicilia, ad opera di Innocenzo IV. Nel 1259 vi fu combattuta la battaglia tra Manfredi, incoronato nel frattempo re di Sicilia (1258), e il conte francese Carlo D'Angiò alleato del papa, ricordata ancora oggi con la rievocazione storica (o Palio delle Corti) che si svolge annualmente nel mese di ottobre.
Nel 1815 vi è sconfitto dagli austriaci Gioacchino Murat. Giuseppe Garibaldi, dirigendosi verso il Regno di Napoli, dopo essere stato a Frosinone e a Ripi, giunge a Ceprano il 26 maggio 1849, e invia i bersaglieri, comandati dal patriota italiano Luciano Manara, a Rocca d'Arce, per scacciarne l'amministrazione borbonica. Il giorno successivo Garibaldi pensando di trovare gli svizzeri a San Germano (Cassino), ordinò alle sue truppe raccolte nella piazza di Arce di avanzare verso la città.
Per le numerose vicende storiche che vi si sono svolte, per il suo ruolo di crocevia di popoli ed eserciti posto a difesa dell'estremo lembo dello Stato Pontificio e per la fedeltà verso la Santa Sede, papa Pio IX il 4 agosto 1863 insignì Ceprano del titolo di Città.

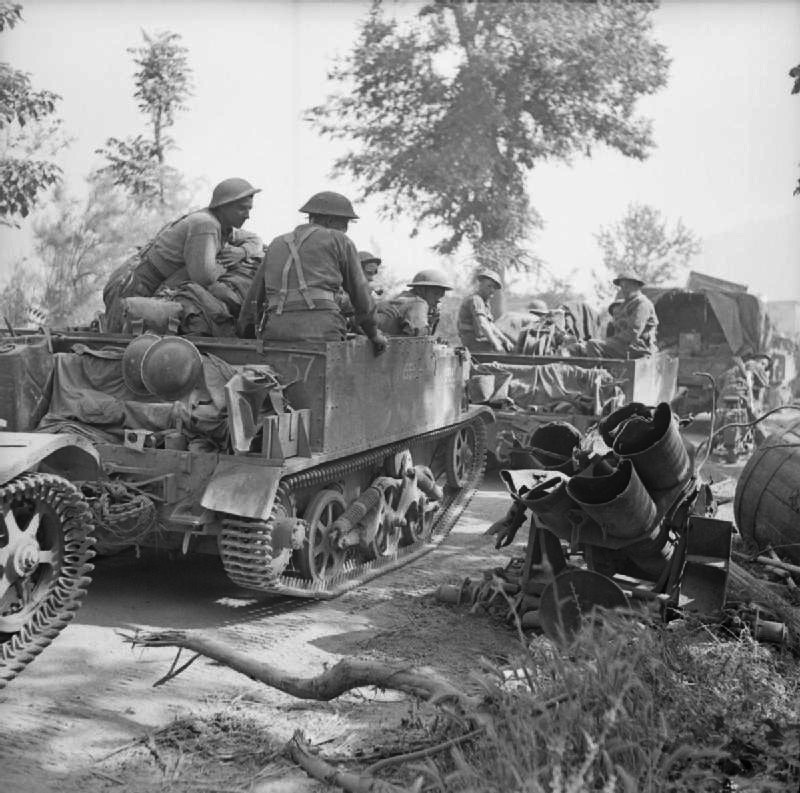
Fucilieri irlandesi su Universal Carrier sfilano accanto ai resti di un Nebelwerfer 41 tedesco, 28 maggio 1944

Nel corso della seconda guerra mondiale, dopo l'armistizio del 1943, Ceprano divenne teatro di guerra; gli abitanti furono evacuati, ma non mancarono azioni di sabotaggio contro l'esercito tedesco. Sei civili furono fucilati per rappresaglia. Statunitensi e tedeschi combatterono accanitamente per giorni fra le macerie dell'abitato. La ricostruzione dovette quindi iniziare da zero. Ad aggravare i problemi fu l'epidemia di malaria che colpì cinquemila degli ottomila abitanti. Soltanto l'uso della DDT pose fine alla strage. Nel 1944 Ceprano divenne retrovia e punto di concentramento per la battaglia di Montecassino. A causa di ciò nel Convento della Madonna del Carmine furono accolti circa diecimila sfollati.
Per gli eventi vissuti durante la seconda guerra mondiale, in data 18 gennaio 2005, al Comune di Ceprano fu conferita l'onorificenza di medaglia d'argento al merito civile.
La sua economia, tradizionalmente agricola e artigianale, ha fatto progressi dopo la Seconda guerra mondiale, avvalendosi degli aiuti della Cassa del Mezzogiorno e dell'avvento di alcune industrie, che hanno contribuito ad accrescere il benessere economico della popolazione.

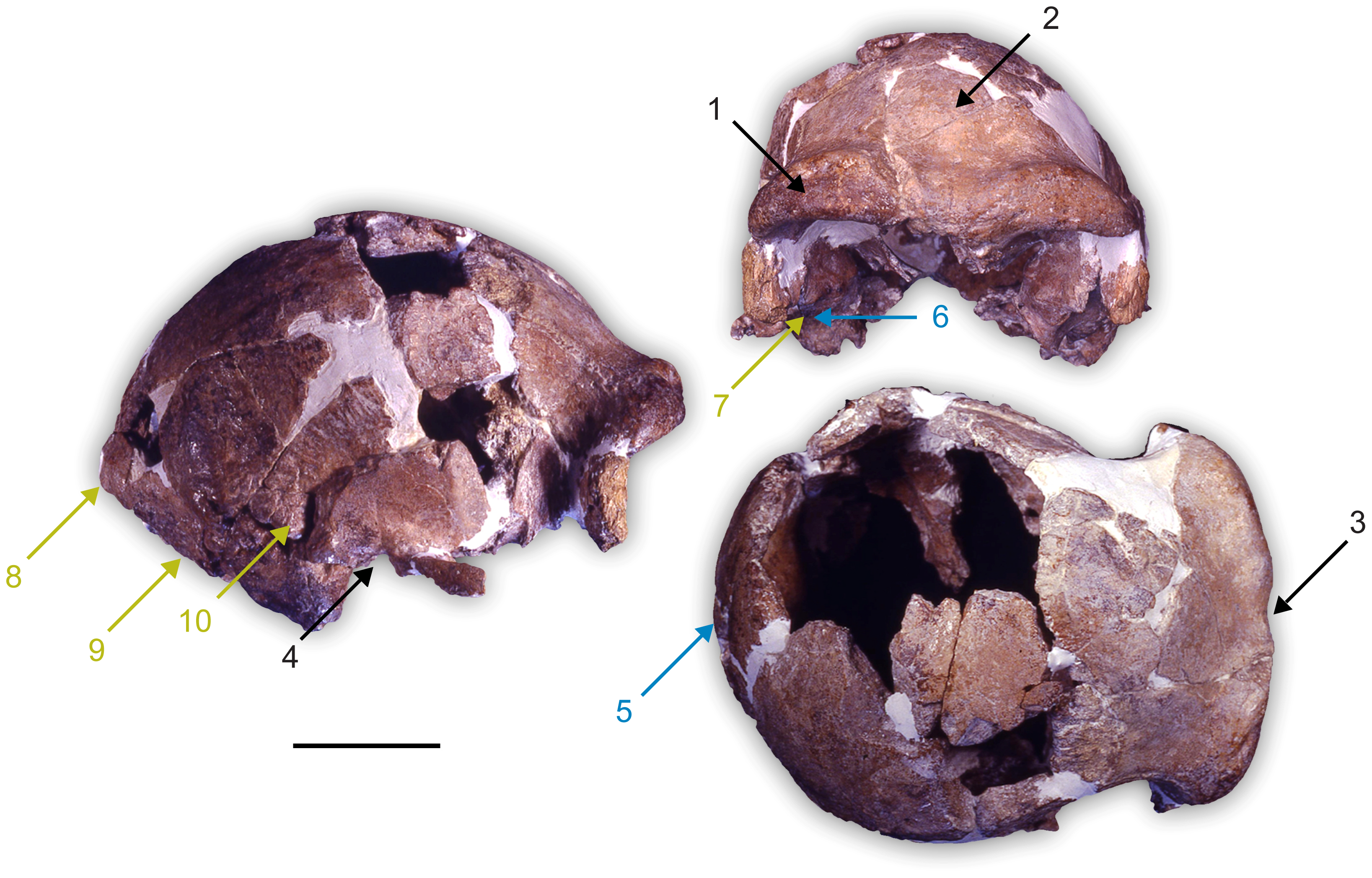
I resti di Homo cepranensis scoperto a Ceprano nel 1994, precisamente in località Campo Grande dal prof. Italo Biddittù, direttore del Museo Preistorico di Pofi (FR)

In una domenica del marzo 1994 il direttore del Museo Preistorico di Pofi, Italo Biddittu, si recò a visionare dei lavori non molto distanti dal centro di Ceprano, dove già in passato aveva individuato tracce di frequentazioni preistoriche. Mentre osservava la strada in corso di realizzazione, notò che gli scavi avevano danneggiato le stratificazioni geologiche di una zona che conosceva alquanto bene, e individuò un frammento di osso piatto sul terreno. Il reperto era divenuto visibile a causa di recenti piogge: lo raccolse, e successivamente scoprì altri frammenti, tutti appartenenti ad un cranio umano fossile che fu chiamato in seguito Argil o Homo cepranensis. La scoperta è divenuta nota anche tra i non specialisti grazie alle notizie pubblicate in periodici di divulgazione scientifica, quali National Geographic e Le Scienze.

### Simboli
Lo stemma e il gonfalone sono stati riconosciuti con decreto del Capo del Governo del 7 aprile 1933.
Il gonfalone è un drappo di giallo.

## Monumenti e luoghi d'interesse

### Architetture religiose
- Chiesa e convento di Sant'Antonio Abate, XVI secolo
- Convento e santuario della Madonna del Carmine
- Portone di Sant'Arduino, chiesa dove si dice che abbia riposato il santo in ritorno dalla Terra Santa
- Chiesa collegiata di Santa Maria Maggiore
- Ex chiesa dell'Annunziata
- Chiesa del Sacro Cuore
- Chiesa di San Rocco[21]

### Architetture militari
- Torre medievale unica superstite del simbolo di Ceprano

### Altro
- Corso Via Campidoglio.
- Lapide sulla sponda destra del fiume Liri riportante significativi versi danteschi a ricordo del rinvenimento nel 1614 del sarcofago in marmo con le spoglie di Manfredi di Svevia
- Cippi di confine
- Piazza Martiri di Via Fani, situata nel centro della città
- Via Francigena.[22]

### Aree naturali
- Riserva naturale Antiche Città di Fregellae e Fabrateria Nova e del Lago di San Giovanni Incarico

## Società

### Evoluzione demografica
Abitanti censiti

### Tradizioni e folclore
Come ogni anno nel comune di Ceprano si svolge nel mese di ottobre, Il Palio delle Corti, ovvero la rievocazione storica della sottomissione di Manfredi di Svevia a papa Innocenzo IV, nel 1254.

## Cultura

### Istruzione
- Scuola Materna
- Scuola Elementare "Giovanni Colasanti"
- Scuola Media
- Istituto Tecnico Economico[26]

### Biblioteche
- Biblioteca Comunale "Giuseppe Bernardi".

### Musei
- Museo Civico Archeologico di Fregellae "Amedeo Maiuri".

## Economia
Di seguito la tabella storica elaborata dall'Istat a tema Unità locali, intesa come numero di imprese attive, ed addetti, intesi come numero di addetti delle imprese locali attive (valori medi annui).
|           | 2015                  |                              |                            |                |                       |                     | 2014                  |                | 2013                  |                |
| --------- | --------------------- | ---------------------------- | -------------------------- | -------------- | --------------------- | ------------------- | --------------------- | -------------- | --------------------- | -------------- |
|           | Numero imprese attive | % Provinciale Imprese attive | % Regionale Imprese attive | Numero addetti | % Provinciale Addetti | % Regionale Addetti | Numero imprese attive | Numero addetti | Numero imprese attive | Numero addetti |
| Ceprano   | 534                   | 1,59%                        | 0,12%                      | 1.657          | 1,55%                 | 0,11%               | 565                   | 1.658          | 585                   | 1.661          |
| Frosinone | 33.605                |                              | 7,38%                      | 106.578        |                       | 6,92%               | 34.015                | 107.546        | 35.081                | 111.529        |
| Lazio     | 455.591               |                              |                            | 1.539.359      |                       |                     | 457.686               | 1.510.459      | 464.094               | 1.525.471      |

Nel 2015 le 534 imprese operanti nel territorio comunale, che rappresentavano l'1,59% del totale provinciale (33.605 imprese attive), hanno occupato 1.657 addetti, l'1,55% del dato provinciale; in media, ogni impresa nel 2015 ha occupato poco più di tre addetti (3,1).

## Infrastrutture e trasporti

### Strade
- Autostrada A1 Milano-Napoli nel tratto Roma-Napoli, casello di Ceprano.
- Ex strada statale 6 Via Casilina.
- Ex strada statale 82 della Valle del Liri.

### Mobilità urbana
Il trasporto pubblico locale viene svolto dalle circolari gestite dalla società Iannucci & Proia.

### Mobilità extraurbana
La COTRAL effettua collegamenti quotidiani con Frosinone e altre località della provincia.

### Ferrovie
- Stazione di Ceprano-Falvaterra sulla ferrovia Roma-Cassino-Napoli. La stazione ferroviaria si trova in via della Stazione, in località Ceprano Scalo.
- La TAV Roma-Napoli, attraversa il territorio del comune di Ceprano ma non vi effettua fermate.

## Amministrazione
Nel 1927, a seguito del riordino delle circoscrizioni provinciali stabilito dal regio decreto n. 1 del 2 gennaio 1927, per volontà del governo fascista, quando venne istituita la provincia di Frosinone, Ceprano passò dalla provincia di Roma a quella di Frosinone.
| Periodo         | Periodo        | Primo cittadino    | Partito            | Carica      | Note   |
| --------------- | -------------- | ------------------ | ------------------ | ----------- | ------ |
| 6 giugno 1993   | 27 aprile 1997 | Renato Russo       | Lista civica       | Sindaco     |        |
| 27 aprile 1997  | 13 maggio 2001 | Serena Viselli     | Alleanza Nazionale | Sindaco     |        |
| 13 maggio 2001  | 28 maggio 2006 | Giuseppe Bernardi  | Lista civica       | Sindaco     |        |
| 28 maggio 2006  | 15 maggio 2011 | Renato Russo       | Lista civica       | Sindaco     |        |
| 15 maggio 2011  | 25 maggio 2014 | Giovanni Sorge     | Lista civica       | Sindaco     |        |
| 14 gennaio 2014 | 26 maggio 2014 | Emilio Dario Sensi |                    | Comm. pref. | [ 28 ] |
| 26 maggio 2014  | 27 maggio 2019 | Marco Galli        | Lista civica       | Sindaco     |        |
| 27 maggio 2019  | 10 giugno 2024 | Marco Galli        | Lista civica       | Sindaco     |        |
| 10 giugno 2024  | in carica      | Marco Colucci      | Lista civica       | Sindaco     |        |

### Gemellaggi
- Trani[29]
- Manfredonia[30]
- Sichuan[31]
- Almendralejo[32]

### Altre informazioni amministrative
- Fa parte del Piano Territoriale Paesistico "Terracina-Ceprano-Fondi",[33] dell'Unione di Comuni Antica Terra Di Lavoro "Ceprano, San Giovanni Incarico, Rocca D'Arce, Falvaterra, Pastena"[34], del Consorzio di Bonifica Valle del Liri[35] e del GAL Terre di Argil.[36]

## Sport

### Atletica leggera
- Polisportiva Atletica Ceprano[37]

### Tennis
È presente un circolo affiliato alla Federazione Italiana Tennis: Vittigli SSD srls.